# Дмитро Гординський-Антонович
Гординський–Антонович Дмитро Васильович (1857 — 29 лютого 1936; Кульчиці) — священник УГКЦ, декан Самбірський.

## Біографія
Походить з шляхетського роду Гординських–Антоновичів гербу Сас. Народився в сім'ї гербу Василя Гординського-Антоновича та Юзефи Кульчицької-Окопської-Дашинич.
В шлюбі, з донькою священника с. Молошковичі, Оленою Голодинською мав синів Ярослава (22.08.1882 — 05.07.1939), Романа (01.01.1884 р.н.), Теофіла (23.09.1887 — 17.12.1919), дочку Наталію-Марію (02.11.1888 р.н.)
У 1883 році був призначений настоятелем храму св. Параскеви в Шклі на Яворівщині, де прослужив до 1889 року.
З 1889 року о. Дмитро очолив парафію св. Флора і Лавра в Кульчицях на Самбірщині, прослужив там до самої смерті 29 лютого 1936 року.
На початку 1900–х, разом з Францом Сілецьким–Джурджом, о. Петром Сасом–Погорецьким, Андрієм Чайковським брав активну участь в створенні «Товариства руської шляхти в Галичині». Ціллю Товариства, як було вказано в Статуті затвердженого 10.V.1907 р. ч. 54835, є: «освідомлення, просвіта і піднесення добробуту руської шляхти в Галичині з виключенням всяких справ політичних» та ін. 19 вересня 1907 р. в Самборі, на зборах Товариства було вибрано президію, тоді о. Дмитро зайняв посаду першого предсідника та заступника голови 1–го відділу о. Петра Саса–Погорецького.